# Mohr von Mörlau

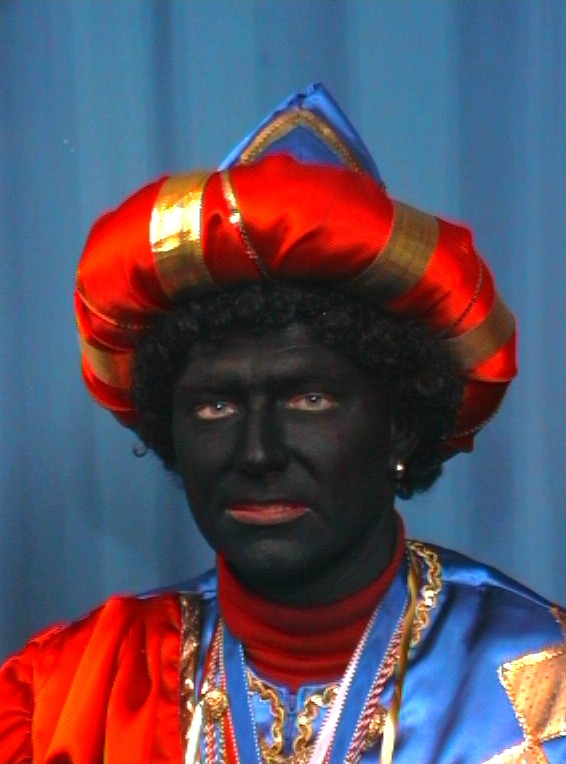
Mohr von Mörlau 2004

Der Mohr von Mörlau ist eine Ober-Mörler Fastnachtsfigur und Symbol der Ober-Mörler Fassenacht. Wie die Figur des Zwarte Piet ist es ein Beispiel für das sogenannte Blackface.

## Geschichte
Im Codex Laureshamensis, einem Kopialbuch des 12. Jahrhunderts, findet sich für das Jahr 790 die Bezeichnung „Moruller Marca“, was meist als „Mark des Mohren“ gedeutet wird.
Diese Bezeichnung gab der Gemeinde Ober-Mörlen später ihren Namen.
Das Wappen der Gemeinde wird als redendes Wappen bezeichnet. Es zeigt in der oberen Hälfte ein Kurmainzer Rad vor dem Eppsteiner Sparren und unten den Kopf eines Mohren. Dieses Wappen wurde am 31. Mai 1967 durch das gültige Wappen im Zuge der hessischen Wappenreform, in der alle Wappen die typische Schildform erhielten, ersetzt.
Das alte Ober-Mörler Wappen nutzt die 1. Ober-Mörler Karnevalsgesellschaft „Mörlau“ (1. KG „Mörlau“) als Vereinswappen. Ob es sich bei dem im Wappen dargestellten schwarzen Kopf historisch gesehen um einen Mohren, der mit den Römern in Hessen lebte, oder um einen rußgeschwärzten Köhler handelte, ist unklar. In Anlehnung an das Wappen wurde der Mohr von Mörlau 1959 von Walter Max aus der Taufe gehoben, allerdings wurde ab 1963 kein Darsteller für diese Karnevalsfigur gefunden. Im Jahr 1974 griff Manfred Sprengel die Figur des Mohren wieder auf. Ihm folgten Otto Heil und Walter Rau. Er verkörperte den Mohren 22 Jahre lang und führte auch den Brauch ein, dass der Mohr während des Ober-Mörler Fastnachtszuges am Fastnachtssonntag von seinem Wagen, einer riesigen Eule, rund 1500 „Mohrenköpfe“ in die feiernde Menge wirft. Ihm folgten sein Sohn Thomas Rau und der Darsteller Torsten Sprengel. Er begleitete während der Kampagnen 2004 bis 2009 das Herrscherpaar der Mörlauer Narren zu allen offiziellen Anlässen und erweiterte die Bezeichnung „Mohr“ um dem Zusatz „von Mörlau“.
Der Begriff „Mohr von Mörlau“ ist mit dem nach links schauenden Mohrenkopf mit Ohrring ein geschütztes Warenzeichen.

## Kritik
Nachdem der „Mohr von Mörlau“ 2023 auf einem Empfang des hessischen Ministerpräsidenten Boris Rhein in Wiesbaden aufgetreten und wegen Blackfacings auf Empörung gestoßen war, verzichtete die 1. Karnevalsgesellschaft Mörlau auf den künftigen Einsatz.

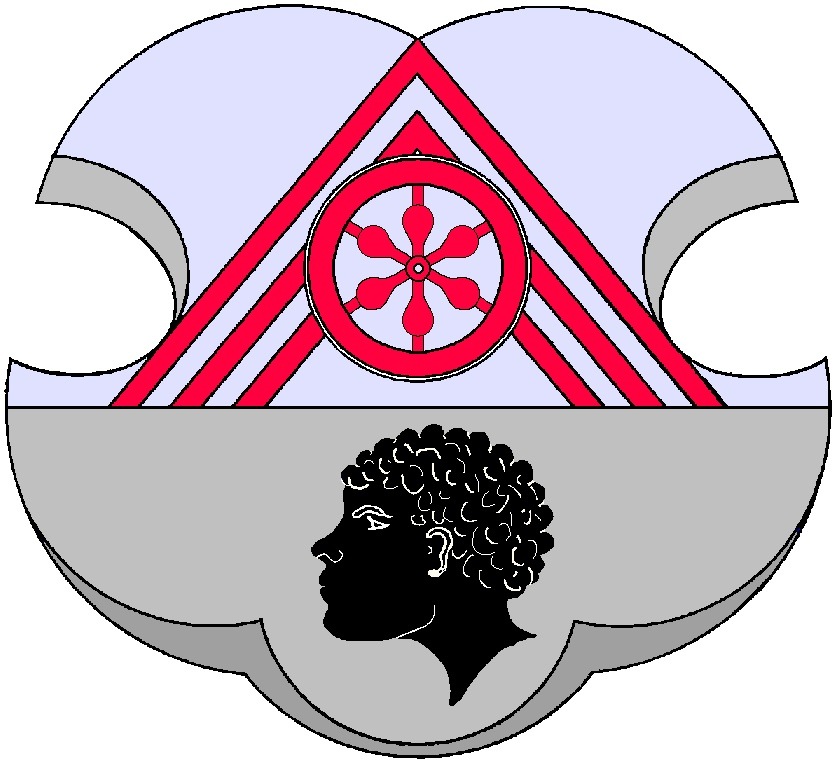
Altes Ober-Mörler Gemeindewappen nach einem Gerichtssiegel von 1716
Gemeindewappen seit 1967